# Anton Gorjup
Anton Gorjup (29. června 1812 Kanalski Vrh – 1. prosince 1883 Gorizia) byl rakouský básník a politik slovinské národnosti, v 2. polovině 19. století poslanec Říšské rady.

## Biografie
Vystudoval gymnázium v Gorizii (Gorice) a po dokončení právních studií působil jako praktikant, později okresní komisař v Tolminu. Byl úředníkem zemského soudu a apelačního soudu. Během revolučního roku 1848 se zapojil do politiky. Ve volbách roku 1848 byl zvolen na rakouský ústavodárný Říšský sněm. Zastupoval volební obvod Tolmin. Uvádí se jako komisař. Patřil ke sněmovní levici.
Náležel mezi slovinské národně orientované poslance. Na sněmu zasedal i po přesunu parlamentu do Kroměříže. Byl členem ústavního výboru a patřil ke slovinskému parlamentnímu klubu. Coby politik reprezentující Gorici a Gradišku, kde nebyl slovinsko-italský národnostní poměr tak vyostřen jako v jiných Slovinci obývaných zemích, odmítal v roce 1848 návrhy na federalizaci Rakouska podle národnostních parametrů a podporoval zachování zemské autonomie Gorice a Gradišky. Svou orientací stál na pomezí mezi centralistickým a federalistickým blokem. V otázce zrušení poddanství předložené poslancem Hansem Kudlichem vystupoval radikálně, hlasoval proti návrhu odškodnění za zrušení poddanství.
Po obnovení ústavní vlády se zapojil opět do politiky. Od roku 1861 byl poslancem Zemského sněmu Gorice a Gradišky. Zde byl v letech 1864–1865 členem výboru pro daňovou reformu. Do roku 1867 zastupoval v zemském sněmu velkostatkářkou kurii, pak kurii venkovských obcí (obvod Tolmin, Bovec, Cerkno). V letech 1867–1880 byl členem zemského výboru. Zasedal v sněmovním výboru finančním, právním a školském. Zemský sněm ho roku 1861 delegoval i do Říšské rady (tehdy ještě volené nepřímo) za korunní zemi Gorice a Gradiška (kurie velkostatkářská). K roku 1861 se uvádí jako rada zemského soudu, bytem v Gorizii.